# تشارلز أسامواه
تشارلز أسامواه (بالإنجليزية: Charles Asamoah)‏ هو لاعب كرة قدم غاني في مركز الهجوم، ولد في 1 يوليو 1985 في أكرا في غانا. لعب مع أسفا ينينغا وشاركس ونادي البحرين.